# Upon a Burning Body
Gli Upon a Burning Body sono un gruppo musicale deathcore e metalcore originario di San Antonio, Texas, formatosi nel 2005. La band ha pubblicato l'EP Genocide nel 2005 e gli album The World Is Ours nel 2010, Red.White.Green nel 2012, The World Is My Enemy Now il 12 agosto 2014 e Southern Hostility nel 2019.

## Formazione

### Formazione attuale
- Danny Leal - voce
- Sal Dominguez - chitarra solista
- Chris "C.J." Johnson - chitarra ritmica
- Ruben Alvarez - basso
- Jonhaton Gonzalez - batteria

### Ex componenti
- Juan Hinijosa - batteria
- Ramon "Lord Cocos" Villareal - batteria

## Discografia

### Album in studio
- 2010 - The World Is Ours
- 2012 - Red White Green
- 2014 - The World Is My Enemy Now
- 2016 - Straight From The Barrio
- 2019 - Southern Hostility

### EP
- 2005 - Genocide